# Polydorella novaegeorgiae
Polydorella novaegeorgiae är en ringmaskart som beskrevs av Gibbs 1971. Polydorella novaegeorgiae ingår i släktet Polydorella och familjen Spionidae. Inga underarter finns listade i Catalogue of Life.